# Сильные души
«Сильные ду́ши» (фр. Les âmes fortes) — кинофильм по роману Жана Жионо. Его мировая премьера состоялась во внеконкурсной программе Каннского кинофестиваля 2001 года.

## Сюжет
Верхний Прованс, 1945 год. Однажды долгой ночью группа женщин собирается вместе и размышляет о странной судьбе Терезы, самой старшей участницы их собрания.
Дром, 1882 год. 22-летняя Тереза сбегает из страны со своим женихом Фирмином и поселяется в Шатийоне. Она сразу замечает мадам Нюманс, самую элегантную женщину города, щедрость которой не знает границ. Эти две могущественные силы и родственные во многом души попадают под чары друг друга. Но вмешивается Фирмин и нарушает ход игры. Он выманивает у Нюмансов последние деньги, и те позволяют себя обмануть, не моргнув глазом. После смерти Нюманса и исчезновения его жены Тереза наконец признаётся, что именно она устроила всё так, чтобы жизнь супружеской четы была разрушена.

## В ролях
- Летиция Каста — Тереза
  - Моник Мелинан — Тереза в старости
- Фредерик Дифенталь — Фирмин
- Ариэль Домбаль — мадам Нюманс
- Джон Малкович — месье Нюманс
- Шарль Берлен — Ревейлар
- Эдит Скоб — первая дежурная
- Кристиан Вадим — пастор

## Восприятие
Критик Variety Дэвид Стрэттон отметил, что Руис «отнёсся к оригинальному материалу со стилем, уважением и интеллектом». Он также удостоил похвалы актёрские работы (в частности, Касты, Домбаль и Малковича), операторское мастерство и музыкальное сопровождение фильма. Джудит Прескотт (The Hollywood Reporter) посчитала «Сильные души» «слишком неуверенной в себе и запутанной историей». Журнал Télé-Loisirs резюмировал: «Достаточно хорошо. Летиция Каста вполне комфортно чувствует себя в роли крестьянки-манипулятора. Трезвая и академическая адаптация романа Жионо».